# 杨国庆 (1949年)
杨国庆（1949年4月—），男，汉族，江苏江阴人，中华人民共和国政治人物，中国民用航空局副局长、党委委员，第十一届全国政协委员。

## 生平
2008年，当选第十一届全国政协委员，代表经济界，分入第三十四组。并担任提案委员会专委。